# Kabinett Macmillan II
Das Kabinett Macmillan II wurde im Vereinigten Königreich am 8. Oktober 1959 durch Premierminister Harold Macmillan von der Conservative Party gebildet und löste das Kabinett Macmillan I ab. Sämtliche Mitglieder gehörten der Conservative Party an.

## Regierungszeit
Aus der Unterhauswahl am 8. Oktober 1959 gingen Macmillans konservative Tories als Sieger hervor und erhielten 345 der 630 Sitze im Unterhaus, während die oppositionelle Labour Party 258 Mandate erhielt. 20 Sitze gingen an die National Liberal Party und 6 an die Liberals. Einer der Gründe für den dritten Wahlerfolg der Conservative Party in Folge war insbesondere die boomende Wirtschaft, die Macmillan mit seinem Slogan „You never had it so good“ verdeutlichte. Nach der Wahl kam es zu einer größeren Kabinettsumbildung.
Großbritannien betrieb die Gründung der Europäischen Freihandelsassoziation (EFTA) als Alternative zur Europäischen Wirtschaftsgemeinschaft (EWG). Die EFTA wurde am 4. Januar 1960 gegründet.
Macmillan hielt am 3. Februar 1960 eine Rede vor dem Nationalversammlung Südafrikas über die Bedeutung eines neuen afrikanischen Nationalismus; sie ging als „Wind of change speech“ in die Geschichte ein. Macmillan leitete damit den zügigen Rückzug Großbritanniens aus seinen afrikanischen Kolonien ein. Im Afrikanischen Jahr 1960 wurden die Kolonien Britisch-Somaliland und Nigeria in die Unabhängigkeit entlassen. Am 17. November 1960 wurde ein Kabinettsbeschluss von 1957 umgesetzt und die allgemeine Wehrpflicht aufgehoben. Im Juli 1961 ordnete die Regierung einen allgemeinen Lohnstopp bis April 1962 an, nachdem es zu wachsenden wirtschaftlichen Schwierigkeiten gekommen war. Der Lohnstopp blieb aber fast wirkungslos und war unpopulär. Wegen der Wirtschaftslage strebte Macmillans Regierung doch einen Beitritt zur EWG an. Das Unterhaus stimmte bei Stimmenthaltung der Labour Party dafür und am 10. August 1961 wurde ein offizieller Beitrittsantrag gestellt.
Am 27. Februar 1962 leitete das Kabinett Macmillan erste Maßnahmen zur Drosselung der Einwanderung ein, nachdem die Zahl der jährlichen Einwanderer aus Ländern des Commonwealth of Nations die Zahl von 100.000 Zuwanderern überschritt. Zur weiteren Bekämpfung der Wirtschaftskrise konstituierte sich am 7. März 1962 der Nationale Rat für wirtschaftliche Entwicklung (National Economic Development Council), an dem Regierung und Sozialpartner beteiligt waren. Eine weitere Kabinettsumbildung folgte im Rahmen der sogenannten „Nacht der langen Messer“ (‚Night of the Long Knives‘) am 13. Juli 1962, als Macmillan wegen gesunkener Umfragewerte der Conservative Party mehrere Minister wie David Maxwell Fyfe, 1. Earl of Kilmuir und Selwyn Lloyd entließ. Im Winter 1962/1963 waren bis zu 878.000 Menschen arbeitslos, der höchste Stand seit 1945. Frankreichs Staatspräsident Charles de Gaulle legte am 14. Januar 1963 sein Veto gegen eine britische Vollmitgliedschaft in der EWG ein.
Die Profumo-Affäre 1961/62 trug möglicherweise mit zu Macmillans Rücktritt am 13. Oktober 1963 bei. Alec Douglas-Home (von Macmillan durch geschicktes Taktieren und gegen mannigfachen parteiinternen Widerstand als Nachfolger durchgesetzt) bildete am 19. Oktober 1963 das Kabinett Douglas-Home.

## Minister
Dem Kabinett gehörten folgende Minister an:
| Zugehörigkeit |                  | Konservative |
| Zugehörigkeit | Nationalliberale |              |

| Amt                                                                | Bild                   | Person                                        | Partei             | Partei                              | Amtszeit         | Amtszeit         |
| ------------------------------------------------------------------ | ---------------------- | --------------------------------------------- | ------------------ | ----------------------------------- | ---------------- | ---------------- |
| Premierminister Erster Lord des Schatzamtes                        | Harold Macmillan       | Harold Macmillan                              |                    | Conservative Party                  | 14. Oktober 1959 | 13. Oktober 1963 |
| First Secretary of State                                           | Rab Butler             | Rab Butler                                    | Conservative Party | 13. Juli 1962                       | 18. Oktober 1963 |                  |
| Lordpräsident des Rates                                            | Alec Douglas-Home      | Alec Douglas-Home, 14. Earl of Home           | Conservative Party | 14. Oktober 1959                    | 27. Juli 1960    |                  |
| Lordpräsident des Rates                                            | Quintin Hogg           | Quintin Hogg, 2. Viscount Hailsham            | Conservative Party | 27. Juli 1960                       | 20. Oktober 1963 |                  |
| Lordkanzler                                                        | David Maxwell Fyfe     | David Maxwell Fyfe, 1. Earl of Kilmuir        | Conservative Party | 14. Oktober 1959                    | 13. Juli 1962    |                  |
| Lordkanzler                                                        |                        | Reginald Manningham-Buller, 1. Baron Dilhorne | Conservative Party | 13. Juli 1962                       | 20. Oktober 1963 |                  |
| Lordsiegelbewahrer                                                 | Quintin Hogg           | Quintin Hogg, 2. Viscount Hailsham            | Conservative Party | 14. Oktober 1959                    | 27. Juli 1960    |                  |
| Lordsiegelbewahrer                                                 | Edward Heath           | Edward Heath                                  | Conservative Party | 27. Juli 1960                       | 20. Oktober 1963 |                  |
| Schatzkanzler Zweiter Lord des Schatzamtes                         | Derick Heathcoat-Amory | Derick Heathcoat-Amory                        | Conservative Party | 14. Oktober 1959                    | 27. Juli 1960    |                  |
| Schatzkanzler Zweiter Lord des Schatzamtes                         | Selwyn Lloyd           | Selwyn Lloyd                                  | Conservative Party | 27. Juli 1960                       | 13. Juli 1962    |                  |
| Schatzkanzler Zweiter Lord des Schatzamtes                         |                        | Reginald Maudling                             | Conservative Party | 13. Juli 1962                       | 20. Oktober 1963 |                  |
| Außenminister                                                      | Selwyn Lloyd           | Selwyn Lloyd                                  | Conservative Party | 14. Oktober 1959                    | 27. Juli 1960    |                  |
| Außenminister                                                      | Alec Douglas-Home      | Alec Douglas-Home, 14. Earl of Home           | Conservative Party | 27. Juli 1960                       | 20. Oktober 1963 |                  |
| Innenminister                                                      | Rab Butler             | Rab Butler                                    | Conservative Party | 14. Oktober 1959                    | 13. Juli 1962    |                  |
| Innenminister                                                      |                        | Henry Brooke                                  | Conservative Party | 13. Juli 1962                       | 20. Oktober 1963 |                  |
| Minister für Landwirtschaft und Ernährung                          | John Hare              | John Hare                                     | Conservative Party | 14. Oktober 1959                    | 27. Juli 1960    |                  |
| Minister für Landwirtschaft und Ernährung                          | Christopher Soames     | Christopher Soames                            | Conservative Party | 27. Juli 1960                       | 20. Oktober 1963 |                  |
| Luftfahrtminister                                                  | Duncan Sandys          | Duncan Sandys                                 | Conservative Party | 14. Oktober 1959                    | 27. Juli 1960    |                  |
| Luftfahrtminister                                                  | Peter Thornycroft      | Peter Thorneycroft                            | Conservative Party | 27. Juli 1960                       | 13. Juli 1962    |                  |
| Luftfahrtminister                                                  | Julian Amery           | Julian Amery                                  | Conservative Party | 13. Juli 1962                       | 20. Oktober 1963 |                  |
| Minister für die Kolonien                                          | Iain Macleod           | Iain Macleod                                  | Conservative Party | 14. Oktober 1959                    | 9. Oktober 1961  |                  |
| Minister für die Kolonien                                          |                        | Reginald Maudling                             | Conservative Party | 9. Oktober 1961                     | 13. Juli 1962    |                  |
| Minister für die Kolonien                                          | Duncan Sandys          | Duncan Sandys                                 | Conservative Party | 13. Juli 1962                       | 20. Oktober 1963 |                  |
| Minister für Beziehungen zum Commonwealth                          | Alec Douglas-Home      | Alec Douglas-Home, 14. Earl of Home           | Conservative Party | 14. Oktober 1959                    | 27. Juli 1960    |                  |
| Minister für Beziehungen zum Commonwealth                          | Duncan Sandys          | Duncan Sandys                                 | Conservative Party | 27. Juli 1960                       | 20. Oktober 1963 |                  |
| Verteidigungsminister                                              |                        | Harold Watkinson                              | Conservative Party | 14. Oktober 1959                    | 13. Juli 1962    |                  |
| Verteidigungsminister                                              | Peter Thornycroft      | Peter Thorneycroft                            | Conservative Party | 13. Juli 1962                       | 20. Oktober 1963 |                  |
| Bildungsminister                                                   | David Eccles           | David Eccles                                  | Conservative Party | 14. Oktober 1959                    | 13. Juli 1962    |                  |
| Bildungsminister                                                   |                        | Edward Boyle                                  | Conservative Party | 13. Juli 1962                       | 20. Oktober 1963 |                  |
| Minister für Wohnungsbau und Kommunalverwaltung Minister für Wales |                        | Henry Brooke                                  | Conservative Party | 14. Oktober 1959                    | 9. Oktober 1961  |                  |
| Minister für Wohnungsbau und Kommunalverwaltung Minister für Wales |                        | Charles Hill                                  |                    | National Liberal Party              | 9. Oktober 1961  | 13. Juli 1962    |
| Minister für Wohnungsbau und Kommunalverwaltung Minister für Wales |                        | Keith Joseph                                  |                    | Conservative Party                  | 13. Juli 1962    | 20. Oktober 1963 |
| Minister für Arbeit und Nationalen Dienst                          | Edward Heath           | Edward Heath                                  | Conservative Party | 14. Oktober 1959                    | 27. Juli 1960    |                  |
| Minister für Arbeit und Nationalen Dienst                          | John Hare              | John Hare                                     | Conservative Party | 27. Juli 1960                       | 20. Oktober 1963 |                  |
| Kanzler des Herzogtums Lancaster                                   |                        | Charles Hill                                  |                    | National Liberal Party              | 14. Oktober 1959 | 9. Oktober 1961  |
| Kanzler des Herzogtums Lancaster                                   | Iain Macleod           | Iain Macleod                                  |                    | Conservative Party                  | 9. Oktober 1961  | 20. Oktober 1963 |
| Minister für Schottland                                            |                        | John Maclay                                   |                    | National Liberal Party              | 14. Oktober 1959 | 13. Juli 1962    |
| Minister für Schottland                                            |                        | Michael Noble                                 |                    | Unionist Party (Conservative Party) | 13. Juli 1962    | 20. Oktober 1963 |
| Handelsminister                                                    |                        | Reginald Maudling                             |                    | Conservative Party                  | 14. Oktober 1959 | 9. Oktober 1961  |
| Handelsminister                                                    |                        | Frederick Erroll                              | Conservative Party | 9. Oktober 1961                     | 20. Oktober 1963 |                  |
| Minister für Transport und Zivilluftfahrt                          |                        | Ernest Marples                                | Conservative Party | 14. Oktober 1959                    | 20. Oktober 1963 |                  |
| Gesundheitsminister                                                |                        | Derek Walker-Smith                            | Conservative Party | 14. Oktober 1959                    | 27. Juli 1960    |                  |
| Gesundheitsminister                                                | Enoch Powell           | Enoch Powell                                  | Conservative Party | 27. Juli 1960                       | 20. Oktober 1963 |                  |
| Chefsekretär des Schatzamtes                                       |                        | Henry Brooke                                  | Conservative Party | 9. Oktober 1961                     | 13. Juli 1962    |                  |
| Chefsekretär des Schatzamtes                                       |                        | John Boyd-Carpenter                           | Conservative Party | 13. Juli 1962                       | 13. Juli 1962    |                  |
| Minister ohne Geschäftsbereich                                     |                        | Percy Mills, Viscount Mills                   | Conservative Party | 9. Oktober 1961                     | 13. Juli 1962    |                  |
| Minister ohne Geschäftsbereich                                     |                        | Bill Deedes                                   | Conservative Party | 13. Juli 1962                       | 20. Oktober 1963 |                  |
| Wissenschaftsminister                                              | Quintin Hogg           | Quintin Hogg, 2. Viscount Hailsham            | Conservative Party | 14. Oktober 1959                    | 20. Oktober 1963 |                  |

## Hintergrundliteratur
- Der Große Ploetz. Die Enzyklopädie der Weltgeschichte, Verlag Vandenhoeck & Ruprecht, 35. Auflage, 2008, S. 1511, ISBN 978-3-525-32008-2